# The Heroic Trio
The Heroic Trio (Dung fong saam hap) és una pel·lícula produïda a Hong Kong i dirigida per Johnnie To, estrenada el 1993.

## Argument
Tres heroïnes s'associen per enfrontar-se a un segrestador de nens.

## Repartiment
- Michelle Yeoh: Ching.
- Anita Mui: Tung.
- Maggie Cheung: Chat.
- Damian Lau: Inspector Lau.
- Anthony Wong Chau-sang: Kau.
- Paul Chun: cap de la policia.
- James Pak: inventor.
- Ien Shi-kwan: amo del mal.
- Lee Siu-kei: cap dels lladres.
- Wong Yut-fei: lladre de cotxes.